# نو مرسی (۲۰۱۷)
نو مرسی (۲۰۱۷) (به انگلیسی: No Mercy) یک رویداد غیر رایگان (Pay-Per-View) در کشتی حرفه‌ای می‌باشد که توسط کمپانی دبلیودبلیوئی تهیه شد و این دوره اش هم در ۲۴ سپتامبر ۲۰۱۷ در مجموعه ورزشی استیپلز سنتر شهر لس آنجلس ایالت کالیفرنیا برگزار شد. این سیزدهمین رویداد تحت عنوان دبلیودبلیوئی یس مرسی بود. در این رویداد، کشتی‌گیران برند راو شرکت داشتند.

## زمینه‌سازی
نو مرسی شامل مسابقاتی بین دشمنی‌های موجود، ماجراهای پیش آمده و استوری‌هایی خواهد بود که پیش از این در برنامه‌های راو پخش شده بود. کشتی‌گیرها با توجه به مسابقات یا سری اتفاقاتی که برایشان رخ می‌دهد و تنش را به حد اکثر می‌رساند، نقش منفی یا قهرمان به خود می‌گیرند.
در سامِراِسلم، براک لزنر موفق شد طی یک مسابقه مرگبار چهارجانبه مقابل ساموآ جو، رومن رینز و براون استرومن از کمربند یونیورسال خود دفاع کند. شب بعد در راو، لزنر و هیمن در حال جشن گرفتن و ستایش لزنر بودند که ناگهان استرومن وارد شد و دو بار حرکت تمام‌کننده خود یعنی Running Powerslam را روی لزنر انجام داد و به نوعی خواهان مسابقه برای کمربند شد. هفته بعد در راو، هیمن خطاب به استرومن گفت که لزنر تو را می‌خواهد؛ لزنر میکروفن را از او گرفت و خطاب به استرومن گفت: چیزی که اون داره سعی میکنه بگه اینه که…'....Suplex City '".

## مسابقات ثبت شده
| #                                                                                                 | نتایج                                                                     | نوع مسابقه                                                 | مدت زمان |
| ------------------------------------------------------------------------------------------------- | ------------------------------------------------------------------------- | ---------------------------------------------------------- | -------- |
| ۱پ                                                                                                | الایس پیروز مقابل آپولو کروز (به همراه تایتوس اونیل)                      | مسابقه تک نفره                                             | ۸:۳۵     |
| ۲                                                                                                 | د میز (به همراه ماریس، کورتیس اکسل و بو دالاس) (c) پیروز مقابل جیسون جردن | مسابقه تک نفره برای قهرمانی کمربند بین قاره‌ای دبلیودبلیوئی | ۱۰:۱۵    |
| ۳                                                                                                 | فین بَلُر پیروز مقابل بری وایت                                              | مسابقه تک نفره                                             | ۱۱:۳۵    |
| ۴                                                                                                 | دین امبروز و سث رالینز (c) پیروز مقابل سزارو و شیمس                       | مسابقه تگ تیم برای قهرمانی کمربندهای تگ تیم راو            | ۱۵:۵۵    |
| ۵                                                                                                 | الکسا بلیس (c) پیروز مقابل بیلی، اِما، نایا جکس و ساشا بنکس                | مسابقه مرگبار پنج جانبه برای قهرمانی کمربند زنان راو       | ۹:۴۰     |
| ۶                                                                                                 | رومن رینز پیروز مقابل جان سینا                                            | مسابقه تک نفره                                             | ۲۲:۰۵    |
| ۷                                                                                                 | انزو آموره پیروز مقابل نویل (c)                                           | مسابقه تک نفره برای قهرمانی کمربند میان‌وزن دبلیودبلیوئی    | ۱۰:۴۰    |
| ۸                                                                                                 | براک لزنر (c) (به همراه پل هیمن) پیروز مقابل براون استرومن                | مسابقه تک نفره برای قهرمانی کمربند یونیورسال دبلیودبلیوئی  | ۹:۰۰     |
| - (c) – نشان‌دهنده قهرمان(هایی) است که به میدان می‌روند - پ – نشان‌دهنده این است که مسابقه در پری–شو |                                                                           |                                                            |          |

## موضوعات مرتبط
- دبلیودبلیوئی نو مرسی
- فهرست قهرمانان کنونی دبلیودبلیوئی